# Tres semanas
«Tres semanas» es el primer sencillo del álbum Gracias por estar aquí. La canción fue escrita e interpretada por el cantautor mexicano Marco Antonio Solís. La canción fue nominada a un Premio Lo Nuestro a la categoría «Canción Pop del Año» en la edición de los Premios Lo Nuestro en el año 2015.

## Posicionamiento en listas

### Semanales
| Listas (2013-2014)                                  | Mejor posición |
| --------------------------------------------------- | -------------- |
| Estados Unidos Hot Latin Songs (Billboard)          | 12             |
| Estados Unidos Latin Airplay (Billboard)            | 11             |
| Estados Unidos Regional Mexican Airplay (Billboard) | 8              |
| México (Monitor Latino)                             | 1              |

### Fin de año
| Lista (2013)                               | Posición |
| ------------------------------------------ | -------- |
| Estados Unidos Hot Latin Songs (Billboard) | 62       |